# Línia evolutiva de Larvitar
Aquesta línia evolutiva de Pokémon inclou Larvitar, Pupitar i Tyranitar.

## Larvitar
Larvitar és una de les espècies que apareixen a la franquícia Pokémon. És de tipus roca i terra i evoluciona a Pupitar.

## Pupitar
Pupitar és una de les espècies que apareixen a la franquícia Pokémon. És de tipus roca i terra i evoluciona de Larvitar. Evoluciona a Tyranitar.

## Tyranitar
Tyranitar és una de les espècies que apareixen a la franquícia Pokémon. És de tipus roca i sinistre. Evoluciona de Pupitar.